# Rejon masziwski
Rejon masziwski – jednostka administracyjna w składzie obwodu połtawskiego Ukrainy.
Powstał w 1923. Ma powierzchnię 850 km² i liczy około 23 tysięcy mieszkańców. Siedzibą władz rejonu jest Masziwka.
W skład rejonu wchodzą 1 osiedlowa rada oraz 14 silskich rad, obejmujących 40 wsi.